# Доліхомітус головастий
Доліхомітус головастий (Dolichomitus cephalotes) — вид комах з родини Ichneumonidae. Корисний ентомофаг.

## Морфологічні ознаки
Досить великий за розміром їздець, тіло завдовжки до 25 мм. Яйцеклад самиць завдовжки до 150 мм, в 5-6 разів перевищує довжину тіла. Голова дуже розширена за очима. Переднє крило з дзеркальцем. Черевце порівняно коротке, довжина 2 тергіта дорівнює його ширині. Пунктир черевця невиразний. Тіло чорне. Ноги червоні. Задні гомілки та лапки бурі.

## Поширення
Один з 70 видів роду, поширеного в Голарктиці, Неотропічній та Орієнтальній зоогеографічних областях, переважна кількість видів — в Голарктиці. Один з 12 видів в фауні України. Полісся, Карпати.

## Особливості біології
На стадії личинки — зовнішній паразит личинок різних ксилофагів, у тому числі вусачів чорного ялинового великого (Monochamus urussovi Fisch.) і чорного ялинового західного (Monochamus sartor F.). Зустрічаються у мішаних та хвойних лісах на ялині, рідше на сосні, що пошкоджені вусачами. Самиця довгим яйцекладом, піхви якого в 4-6 разів перевищують довжину тіла, пробуравлює шар деревини і відкладає яйце на тіло личинки хазяїна. Докладно особливості біології не вивчались.

## Загрози та охорона
Загрози: висихання деревини, заморозки, грибні захворювання, загибель личинок-хазяїв, знищення хворих та всихаючи дерев під час санітарних вирубок лісу.
Заходи з охорони не розроблені. Треба докладніше вивчити особливості біології виду; у місцях його існування доцільно створювати ентомологічні заказники.